# Výbor pro podporu ctnosti a bránění neřesti
Výbor pro podporu ctnosti a bránění neřesti je výkonným orgánem pro dodržování náboženských pravidel v Saúdské Arábii.
Tato vládní organizace má na starosti kontrolu dodržování náboženských pravidel podle výkladu islámu, v Saúdské Arábii konkrétně wahábistického směru. Mimo jiné i po cizincích je vyžadováno vystříhat se veřejné prezentace jiného náboženství než islámu.